# Windows 7
Windows 7 – wydanie systemu operacyjnego Windows firmy Microsoft, następca systemu Windows Vista. W maju 2010 roku, używało go 20,09% użytkowników, wśród wszystkich użytkowników systemów z rodziny Windows. Oznacza to, że system ten w ciągu roku został zainstalowany na większej liczbie komputerów niż jego poprzednik, system Windows Vista.
W lipcu 2012 Microsoft ujawnił, że sprzedał 630 milionów licencji systemu Windows 7.
Wsparcie od Microsoftu zakończyło się 14 stycznia 2020 roku. Od tego momentu użytkownicy tego systemu nie otrzymują już żadnych aktualizacji.
Windows 7 to ostatni Windows opcjonalnie nadal wspierający klasyczny interfejs graficzny wprowadzony w Windows 95.
Windows 7 to ostatni Windows opcjonalnie nadal możliwy do lokalnego aktywowania za pomocą numeru seryjnego zawartego w BIOSie.

## Nazwa kodowa

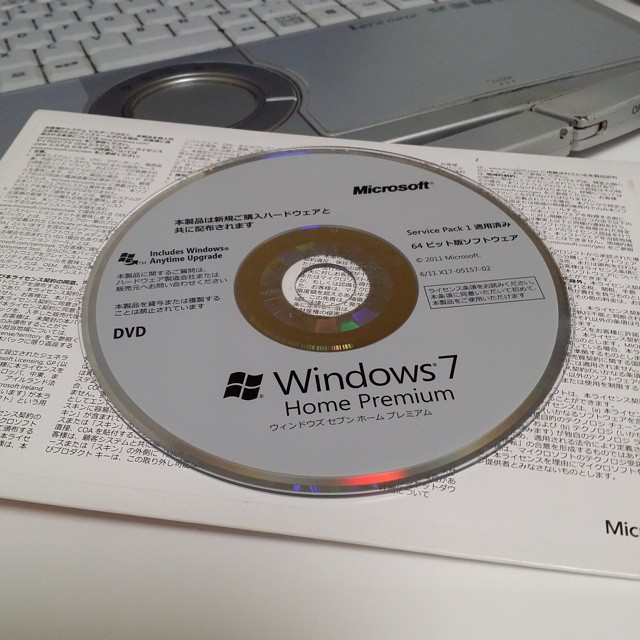
Płyta instalacyjna systemu

Windows 7 został oznaczony nazwą kodową „Windows NT 6.1”. Oznaczenie to ma na celu zwiększenie kompatybilności programów napisanych na poprzednie wersje systemu z Windows 7. Microsoft argumentował decyzję tym, że wiele programów sprawdza, czy numer wersji mieści się w pewnym przedziale. Mogą się one nie uruchomić, jeśli liczba ta będzie za duża, mimo że sam program działałby poprawnie w nowym środowisku. Firma zaprzeczyła też, że niewielka zmiana w oznaczeniu wersji oznacza brak istotnych różnic między systemem Windows 7 a Windows Vista (oznaczonego numerem „6.0”).
Zaniżanie wersji miało miejsce także w przypadku Windows XP. Windows 2000 oznaczony był numerem wersji 5.0, a XP, mimo poważnych zmian, wydany został „tylko” jako wersja 5.1.

## Obsługiwane architektury i kompatybilność wsteczna
Windows 7 jest dostępny w wersjach 32-bitowej i 64-bitowej. Jest on kompatybilny z poprzednimi wersjami systemu Windows.

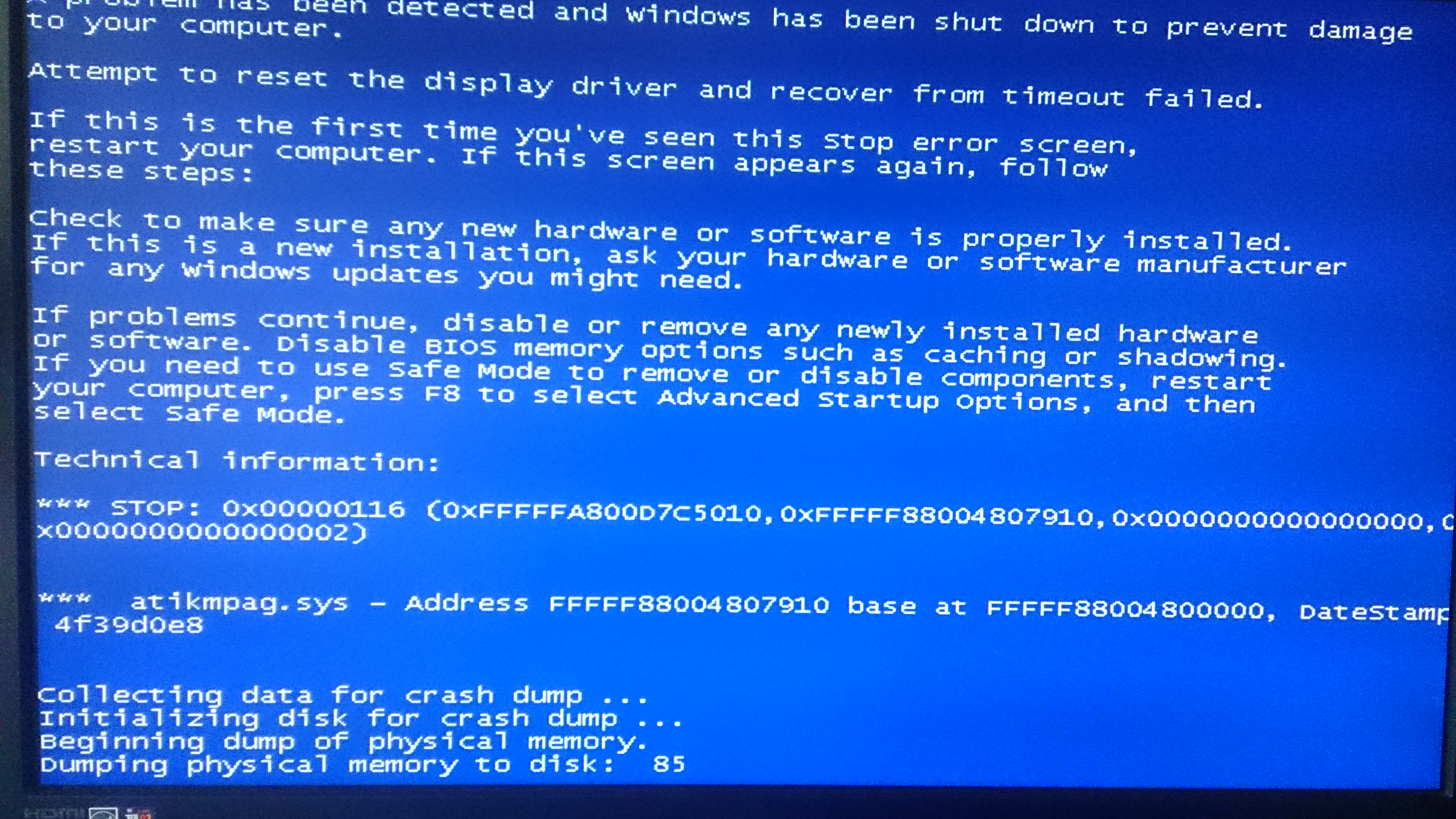
BSoD w Windows 7

## Windows 7 w UE
W Unii Europejskiej, poza „standardowymi” edycjami, na rynku znalazło się również 5 dodatkowych edycji systemu w wersji N. W pozostałych edycjach można było wybrać przeglądarkę po instalacji systemu Microsoft Windows.
Windows 7 N został pozbawiony odtwarzacza Windows Media Player. Microsoft musiał w ten sposób sprostać wymogom przepisów antymonopolowych.
Usunięty program użytkownicy mogli jednak pobrać za darmo i zainstalować na wersji N.
Początkowo Microsoft miał również zamiar wprowadzić na europejski rynek wersję Windows 7 E pozbawioną przeglądarki Internet Explorer, jednak później zrezygnował z tej opcji.

## Porównanie edycji
| Funkcje / Dostępność                         | Starter                       | Home Basic                    | Home Premium                  | Professional        | Enterprise          | Ultimate     |
| -------------------------------------------- | ----------------------------- | ----------------------------- | ----------------------------- | ------------------- | ------------------- | ------------ |
| Funkcje / Dostępność                         | Licencjonowanie OEM           | Licencjonowanie OEM           | Retail i OEM                  | Retail i OEM        | Volume licensing    | Retail i OEM |
| Maksymalna pamięć fizyczna (tryb 32-bitowy)  | 2 GB                          | 4 GB                          | 4 GB                          | 4 GB                | 4 GB                | 4 GB         |
| Maksymalna pamięć fizyczna (tryb 64-bitowy)  | Nie dotyczy                   | 8 GB                          | 16 GB                         | 192 GB              | 192 GB              | 192 GB       |
| Wersje 32-bitowe i 64-bitowe                 | Tylko 32-bit                  | Wszystkie                     | Wszystkie                     | Wszystkie           | Wszystkie           | Wszystkie    |
| Maksymalna obsługa procesorów (fizycznych)   | 1                             | 1                             | 1                             | 2                   | 2                   | 2            |
| Centrum kopii zapasowych i przywracania      | Nie można robić kopii na sieć | Nie można robić kopii na sieć | Nie można robić kopii na sieć | Tak                 | Tak                 | Tak          |
| Remote Desktop (Klient i Host)               | Tylko klient                  | Tylko klient                  | Tylko klient                  | Tak                 | Tak                 | Tak          |
| Grupy domowe (tworzenie i dołączanie)        | Tylko dołączanie              | Tylko dołączanie              | Tak                           | Tak                 | Tak                 | Tak          |
| Wiele monitorów                              | Nie                           | Tak                           | Tak                           | Tak                 | Tak                 | Tak          |
| Szybkie przełączanie użytkowników            | Nie                           | Tak                           | Tak                           | Tak                 | Tak                 | Tak          |
| Zmiana tapety pulpitu                        | Nie                           | Tak                           | Tak                           | Tak                 | Tak                 | Tak          |
| Desktop Window Manager                       | Nie                           | Tak                           | Tak                           | Tak                 | Tak                 | Tak          |
| Centrum mobilności                           | Nie                           | Tak                           | Tak                           | Tak                 | Tak                 | Tak          |
| Windows Aero                                 | Nie                           | Częściowo                     | Tak                           | Tak                 | Tak                 | Tak          |
| Multi-Touch                                  | Nie                           | Nie                           | Tak                           | Tak                 | Tak                 | Tak          |
| Gry internetowe                              | Nie                           | Nie                           | Tak                           | Domyślnie wyłączone | Domyślnie wyłączone | Tak          |
| Windows Media Center                         | Nie                           | Nie                           | Tak                           | Tak                 | Tak                 | Tak          |
| Windows Media Player Remote Media Experience | Nie                           | Nie                           | Tak                           | Tak                 | Tak                 | Tak          |
| Encrypting File System                       | Nie                           | Nie                           | Nie                           | Tak                 | Tak                 | Tak          |
| Location Aware Printing                      | Nie                           | Nie                           | Nie                           | Tak                 | Tak                 | Tak          |
| Tryb prezentacji                             | Nie                           | Nie                           | Nie                           | Tak                 | Tak                 | Tak          |
| Dołączanie do Domeny Windows                 | Nie                           | Nie                           | Nie                           | Tak                 | Tak                 | Tak          |
| Tryb Windows XP                              | Nie                           | Nie                           | Nie                           | Tak                 | Tak                 | Tak          |
| Software Restriction Policies                | Nie                           | Nie                           | Nie                           | Tak                 | Tak                 | Tak          |
| Aero glass remoting                          | Nie                           | Nie                           | Nie                           | Nie                 | Tak                 | Tak          |
| AppLocker                                    | Nie                           | Nie                           | Nie                           | Nie                 | Tak                 | Tak          |
| BitLocker Drive Encryption                   | Nie                           | Nie                           | Nie                           | Nie                 | Tak                 | Tak          |
| BranchCache Distributed Cache                | Nie                           | Nie                           | Nie                           | Nie                 | Tak                 | Tak          |
| DirectAccess                                 | Nie                           | Nie                           | Nie                           | Nie                 | Tak                 | Tak          |
| Subsystem for Unix-based Applications        | Nie                           | Nie                           | Nie                           | Nie                 | Tak                 | Tak          |
| Multilingual User Interface Pack             | Nie                           | Nie                           | Nie                           | Nie                 | Tak                 | Tak          |
| Bootowanie Virtual Hard Disk                 | Nie                           | Nie                           | Nie                           | Nie                 | Tak                 | Tak          |

## Wymagania sprzętowe
| Procesor                               | 1 GHz x86 lub x86-64 (32-bit lub 64-bit) |                                 |
| Pamięć RAM                             | 1 GB (32-bit) / 2 GB (64-bit)            |                                 |
| Karta graficzna                        | DirectX 9.0, WDDM 1.0 lub lepszy         |                                 |
| Pamięć VRAM                            | 128 MB                                   |                                 |
| Ilość wolnego miejsca na twardym dysku | 16 GB (32-bit) / 20 GB (64-bit)          | 16 GB (32-bit) / 20 GB (64-bit) |

## Program aktualizacji starszych wersji Windows
Microsoft uruchomił „Windows 7 Upgrade Program” pozwalający na uaktualnienie do Windows 7 tym, którzy zakupią Windows Vista po 28 czerwca 2009 roku. Otrzymywana wersja systemu zależy od zakupionej edycji Windows Vista według poniższej tabeli:
| Edycja Windows Vista kwalifikująca do aktualizacji | Docelowa edycja Windows 7 |
| -------------------------------------------------- | ------------------------- |
| Windows Vista Home Basic                           | nie przysługuje           |
| Windows Vista Home Premium                         | Windows 7 Home Premium    |
| Windows Vista Business                             | Windows 7 Professional    |
| Windows Vista Ultimate                             | Windows 7 Ultimate        |

Microsoft uruchomił 29 lipca 2015 roku proces aktualizacji do Windowsa 10 za pomocą programu Uzyskaj system Windows 10, aktualizacja była darmowa przez 1 rok od premiery.
| Edycja Windows 7 dawniej kwalifikowana do aktualizacji | Docelowa edycja                                 |
| ------------------------------------------------------ | ----------------------------------------------- |
| Windows 7 Starter / N                                  | Windows 10 Home / Windows 10 Home N             |
| Windows 7 Home Basic / N                               | Windows 10 Home / Windows 10 Home N             |
| Windows 7 Home Premium                                 | Windows 10 Home / Windows 10 Home N             |
| Windows 7 Professional                                 | Windows 10 Pro / Windows 10 Pro N               |
| Windows 7 Ultimate / N                                 | Windows 10 Pro / Windows 10 Pro N               |
| Windows 7 Enterprise / N                               | Windows 10 Enterprise / Windows 10 Enterprise N |

Zawartość zestawu:
- Płyta DVD
- Pudełko
- Instrukcja aktualizacji
- Certyfikat Autentyczności (COA)
- Dwie nalepki
- Oryginalny klucz produktu

## Zakończenie wsparcia producenta
Rozszerzone wsparcie od Microsoftu dla standardowych licencji (OEM i BOX) zakończyło się 14 stycznia 2020 roku. Dla klientów licencji zbiorczych edycji Professional i Enterprise dostępne są przedłużenia aktualizacji zabezpieczeń na okresy roku, 2 i 3 lat i dla takich klientów wsparcie zakończyło się 10 stycznia 2023 roku. Zapowiedziano jednak, niezależne od Microsoftu, wsparcie przez społeczność (0patch, My Digital Life) i firm trzecich, bez określenia maksymalnego czasu trwania tego wsparcia.

## Petycja o upublicznienie systemu jako wolnego oprogramowania
Free Software Foundation wysłało petycję do autora o wypuszczenie kodu źródłowego na licencji otwartoźródłowej. Autor tego systemu korzysta z wolnego oprogramowania, będąc członkiem Fundacji Linuxa.